# Apamea scortea
Apamea scortea là một loài bướm đêm trong họ Noctuidae.